# Sakarya

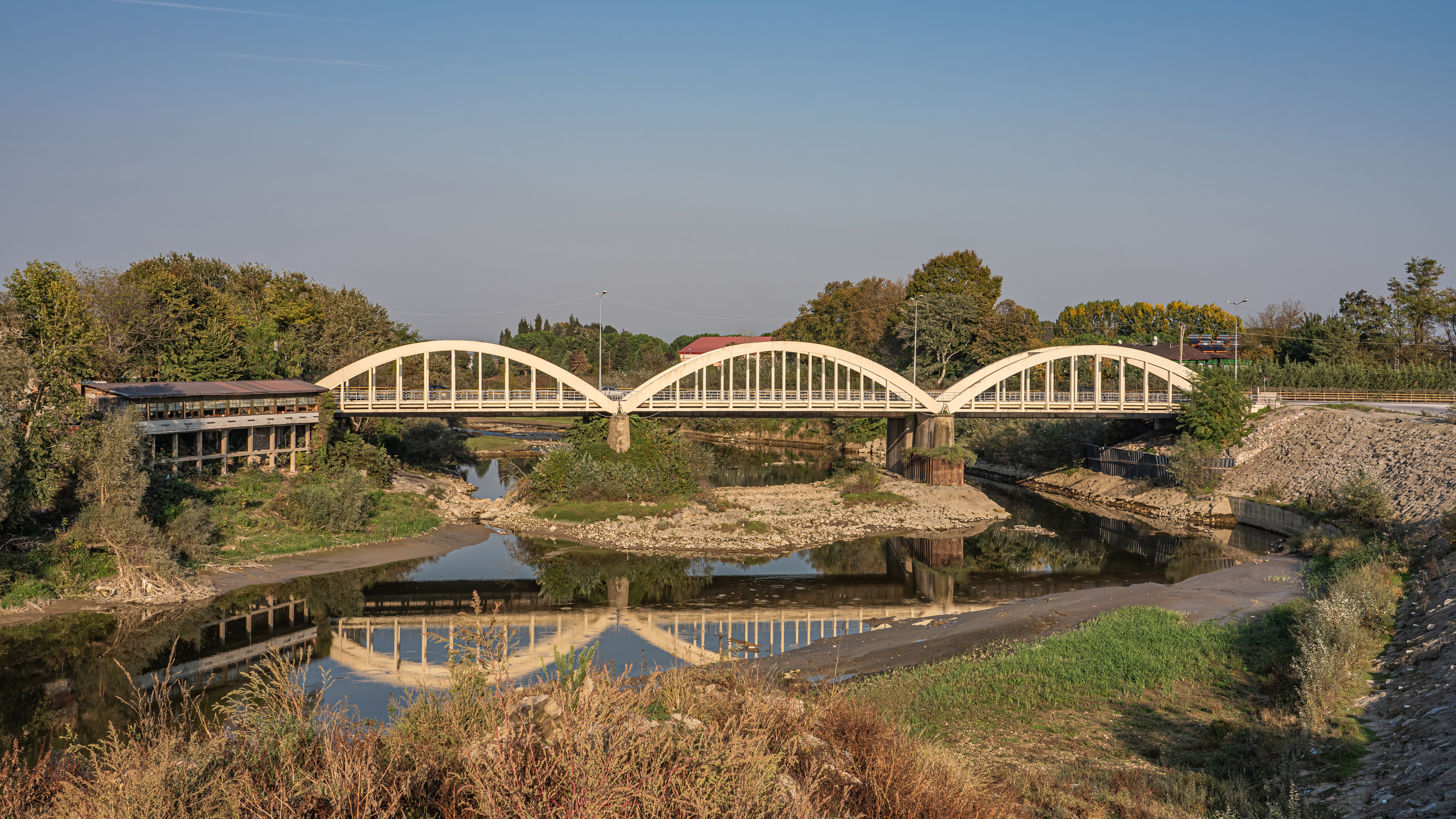
Sakarya.

Sakarya (grekiska: Σαγγάριος; latin: Sangarius) är en flod i västra Anatolien i Turkiet, i det landskap som under antiken kallades Frygien. Under sitt lopp fylls den på med vatten från bifloderna Porsuk och Ankara. Den utmynnar i Svarta havet.
Floden har gett namn till den moderna provinsen Sakarya som den genomflyter. Även staden Adapazarı, som ligger vid floden, kallas ibland Sakarya. 
Under det turkiska frihetskriget stod 1921 slaget vid Sakarya där grekiska styrkor besegrades av turkiska styrkor inom den nationalistiska kemalistiska rörelsen.